# Loita Armada Revolucionaria
Loita Armada Revolucionaria (LAR) (Lucha Armada Revolucionaria) fue un grupo terrorista de la izquierda independentista gallega. Vinculado al Partido Galego do Proletariado y la organización Galicia Ceibe, realizó su primer atentado el 28 de julio de 1978, con la quema de unos camiones en Santiago de Compostela. Poco después intentó asaltar, sin éxito, un polvorín en Noya, realizó también otras acciones armadas, las más conocidas fueron el robo de una sucursal de la Caja de Ahorros de Orense, atribuida a Antón Arias Curto y la colocación de explosivos a las obras de la Autopista del Atlántico (17 de septiembre de 1979).
En septiembre de 1980 una operación policial desarticuló la organización, y fueron detenidas 16 personas, entre las que estaban Xosé Cid Cabido, Antón Arias Curto o Xosé Luís Méndez Ferrín, acusadas de "constituir un grupo armado que persigue la independencia de Galicia". El resto de sus militantes huyeron a Portugal. A los detenidos se les aplicó la ley antiterrorista en vigor. Poco después 2 de los detenidos fueron liberados sin cargos. El resto de los detenidos ingresaron en cárceles de Galicia, pero posteriormente fueron recolocados primero en Madrid y luego a Segovia.
El golpe policial tendrá como consecuencia la fundación de las Xuntas Galegas pola Amnistía (XUGA, Juntas Gallegas por la Amnistía en castellano), organización antirepresiva que tiene como objetivo la defensa de los derechos de los presos terroristas, especialmente contra las políticas de dispersión.
El 1981 se produjeron varias excarcelaciones, quedando presos solamente 6 de los detenidos. El juicio contra LAR se llevó a cabo en abril de 1982, en el Audiencia Nacional de España en Madrid y con la condena en firme contra 5 de los terroristas.
El 1983 un indulto del gobierno del PSOE, solicitado por los propios presos, puso en libertad a los tres últimos reclusos que quedaban. El 1984 la organización se disolvió formalmente. Posteriormente algunos de sus militantes, como Antón Arias Curto, pasarían a militar en la también banda terrorista Exército Guerrilheiro do Povo Galego Ceive.